# سوفیا بوغوسیان
سوفیا سرگئی بوغوسیان (ارمنی: Սոֆյա Սերգեյի Պողոսյան؛ زادهٔ ۲۰ اکتبر ۱۹۸۸) یک بازیگر، روان‌شناس، مجری تلویزیون و مدل اهل ارمنستان است.

## زندگی‌نامه
وی در ۲۰ اکتبر ۱۹۸۸ در ایروان به دنیا آمد . 

## گزیده فیلمشناسی
از فیلم‌ها یا برنامه‌های تلویزیونی که وی در آن نقش داشته است می‌توان به آثار زیر اشاره کرد:
| سال       | عنوان                               | نقش           | توضیحات  |
| --------- | ----------------------------------- | ------------- | -------- |
| ۲۰۰۹–۲۰۱۱ | بازگشت (Վերադարձ)                   | نینا          | نقش اصلی |
| ۲۰۱۲–۲۰۱۳ | غریبه                               | مری           | نقش اصلی |
| ۲۰۱۴–۲۰۱۵ | برده عشق                            | آنوش بابایان  | نقش اصلی |
| ۲۰۱۵–۲۰۱۶ | روح دیگری                           | یه‌وا باوه‌یان  | نقش اصلی |
| ۲۰۱۵–۲۰۱۶ | عشق پنهانی                          | مانه دانیلیان | نقش اصلی |
| ۲۰۱۵–۲۰۱۶ | در مرز (مجموعه تلویزیونی ارمنستانی) |               |          |
| ۲۰۱۷      | میلیون در یک تله                    | لوئیزا        | نقش اصلی |
| ۲۰۱۸      | تاندم                               | مایرانوش      | نقش اصلی |

| سال  | عنوان | توضیحات |
| ---- | ----- | ------- |
| ۲۰۱۸ | 3/OFF | میهمان  |